# Scatophila medifemur
Scatophila medifemur är en tvåvingeart som beskrevs av Wirth 1955. Scatophila medifemur ingår i släktet Scatophila och familjen vattenflugor. Inga underarter finns listade i Catalogue of Life.